# Simon Kuznets
Simon Smith Kuznets (ros. Семён Абрамович Кузнец, Siemion Abramowicz Kuzniec; ur. 17 kwietnia?/30 kwietnia 1901 w Pińsku, Cesarstwo Rosyjskie, zm. 8 lipca 1985 w Cambridge) – rosyjsko-amerykański ekonomista, laureat Nagrody Banku Szwecji im. Alfreda Nobla w dziedzinie ekonomii w 1971 roku.

## Życiorys
W 1922 wyjechał do Stanów Zjednoczonych i zdobył wykształcenie na Uniwersytecie Columbia. W latach 1936–1954 był profesorem Uniwersytetu Pensylwanii, a od 1954 do 1960 wykładał na Uniwersytecie Johnsa Hopkinsa i Uniwersytecie Harvarda.
Był zwolennikiem teorii Keynesa. Zajmował się głównie problematyką wzrostu gospodarczego oraz struktury i podziału dochodu narodowego, a także nowożytną historią gospodarczą. Ważnym wkładem Kuznetsa było zgromadzenie obszernych danych statystycznych dotyczących produktu narodowego, nakładów inwestycyjnych i zatrudnienia, które poddał obszernej analizie statystycznej i ekonometrycznej w pracy Modern Economic Growth. Rate, Structure and Spread (wyd. 1966) i Wzrost gospodarczy narodów. Produkt i struktura produkcji (wyd. 1971, polskie tłumaczenie 1976). Zajmował się też problematyką cyklów gospodarczych i nierównowagi ekonomicznej.
W 1971 otrzymał Nagrodę Banku Szwecji im. Alfreda Nobla w dziedzinie ekonomii za badania nad długimi cyklami koniunkturalnymi.